# Bryson Goodwin

a Compétitions nationales et continentales officielles uniquement.

b Matchs officiels uniquement.
Bryson Goodwin, né le 30 décembre 1985 en Australie, est un joueur de rugby à XIII néo-zélandais évoluant au poste d'ailier ou d'arrière dans les années 2000. Il a commencé sa carrière professionnelle aux Cronulla Sharks en 2007 avant de la poursuivre aux Canterbury Bulldogs à partir de 2009. Il est également sélectionné en équipe de Nouvelle-Zélande pour le Tournoi des Quatre Nations 2009 en Angleterre et en France.

## Palmarès
- Collectif :
  - Vainqueur de la Challenge Cup : 2019 (Warrington).
  - Finaliste de la Super League : 2018 (Warrington).
  - Finaliste de la Challenge Cup : 2018 (Warrington).